# شاتوغيه (كيبك)
شاتوغيه، كيبك (بالإنجليزية: Châteauguay)‏ هي مدينة كندية تقع في مقاطعة كيبك. تبلغ مساحة هذه المدينة 35.8922 (كم²)، ويبلغ عدد سكانها 42786 نسمة حسب إحصاء سنة 2006 م، بينما كان يسكنها 41003 نسمة في سنة 2001 م. تحتل هذه المدينة المرتبة رقم 104 بين مدن كندا حسب عدد السكان والمرتبة رقم 21 في المقاطعة. النمو سكاني في هذه المدينة يقدر بـ(4.3).

## أعلام
- كيم سانت بيير
- ريك جينيست
- مارتن غيلبرت
- جون جورج جاك
- كوري كروفورد

## وصلات خارجية
- الأطلس الحكومي لكندا
- إحصاءات كندا مع ساعة تعداد السكان